# Königreich Gyaman
Gyaman, auch Gyaaman, Djaman, Jaman oder in ähnlichen Schreibweisen, war ein Staatswesen in Westafrika, das zwischen dem 17. und dem 20. Jahrhundert im heutigen Ghana und der Elfenbeinküste Bestand hatte. Das Gebiet lag um die Stadt Bondoukou im Nordosten der Elfenbeinküste und in der angrenzenden  Bono Region im Westen Ghanas. Gyaman ging Ende des 17. Jahrhunderts aus dem historischen Königreich Banda hervor.

## Banda als Vorläuferstaat
Banda als Reich entstand um die gleichnamige Stadt Banda etwa um 1400. Die eigentlichen Gründer von Banda waren Akan, genauer gesagt die später als West-Brong bezeichnete Volksgruppe. Sie kamen von Norden und sie kamen als Eroberer, welche in ihrer Anfangszeit systematisch die Kulango, Nafana, Ligbi, Hwela und andere, bereits hier siedelnde Gruppen unterwarfen. 
Das anfängliche Banda-Reich erstreckte sich im Norden des heutigen Ghana zwischen der nördlichen Regenwaldgrenze und der Südschleife des Schwarzen Volta mit Kerngebiet in der Region, wo die Banda-Hügel vom Nyimpene-Fluss durchbrochen werden. Im Westen lag dessen Territorium auf dem Gebiet der heutigen Republik Elfenbeinküste. Trotz ständiger Kriege erstreckte sich Ende des 19. Jahrhunderts der Machtbereich Gyamans vom Comoë-Fluss im Westen bis zum Schwarzen Volta im Osten und von der Savanne im Norden bis zur Nordgrenze des Regenwaldgürtels im Süden.
Infolge der Ereignisse am oberen Niger im 16. Jahrhundert und des damit verbundenen Auslösens größerer Flüchtlingsströme aus diesen Gegenden erlebte auch Banda eine größere Einwanderungswelle, hauptsächlich von Dioula (islamische Malinke-Händler) und anderen Mandé-Gruppen, die zuerst die wirtschaftliche und später auch die politische Macht im Banda-Reich übernahmen und Banda zu einem zentral verwalteten und territorial einheitlichen Staatswesen formten. 
Die eigentliche Hauptstadt Banda verlor jedoch ab den 1680ern, spätestens jedoch mit der Entstehung des Aschanti-Staates ihre Bedeutung, da die islamischen Diuola-Herrscher den sog. Banda-Pfad sperrten, eine der wichtigsten Karawanen-Routen zwischen der westlichen Goldküste und den transsaharischen Handelswegen, welche am oberen Niger ihren Anfang nehmen. Die wichtigsten Exportgüter von der Goldküste waren damals Kolanüsse und Gold, beides hochbegehrt am und nördlich des Niger.

## Gyaman
Da nun der Gold- und Kola-Fluss aus dem Goldküstenhinterland an den Niger unterbrochen war, zerfiel die Stadt Banda in die Bedeutungslosigkeit und es erwuchs die Notwendigkeit einer neuen Hauptstadt als Zentrum sowohl der politischen Macht als auch des Handels. Daneben gelang es zu dieser Zeit allerdings den Brong (Abron) wieder die politische Macht zu ergreifen und die islamischen Dioula-Händler verloren ihre politische Machtstellung als Herrscher von Banda. Schon bald danach, ungefähr um 1690, wurde durch einen Mann namens Tan Date im südwestlichen Teil des Reiches die Stadt Gyaman (bei Bondoukou gelegen) als neue Hauptstadt von Banda gegründet. Tan Date gilt auch als der erste Gyamanhene (König von Gyaman). Bald bürgerte sich dann auch „Gyaman“ als Landesbezeichnung für das bisherige Banda ein.
Die politische Macht in Gyaman lag offiziell in den Händen des Gyamanhene, welcher seine Residenz zuerst bei Amanvi, später dann bei Erebo (Herebou) hatte. Gestellt wurde der Gyaman vom Akan-Volk der Brong (Abron), die zwar ethnisch gesehen zahlenmäßig eine Minderheit in Gyaman waren, sie konnten sich jedoch durch eine kluge Kombination von Diplomatie und Stärke die Dominanz über die zahlenmäßig am stärksten vertretenen Kulango behaupten, sowie auch über die zuvor politisch herrschenden islamischen Dioula-Händler.
Die ökonomische Basis des Königreiches Gyaman lag vor allem in den reichen Goldlagerstätten bei Assikasso und im Langdistanz-Handel zwischen der Küste und dem oberen Niger, wobei vor allem Eisen, Kupfer, Kola, Tierhäute, Rinder, Schafe, Salz, Elfenbein, europäische Feuerwaffen, Schießpulver, Baumwolltuch und verschiedene andere Textilgüter gehandelt wurden. Haupthandelsplatz von Gyaman war Bondoukou, der von den muslimischen Diuola-Händlern dominiert wurde, die aus Begho herübergekommen waren, wenngleich sie auch hier nicht die politische Macht innehatten. Sie wurden hier, wie auch in anderen Akan-Regionen, als Gastsiedler angesehen.

## Gyaman unter aschantischer Herrschaft
Banda-Gyaman wurde im Jahre 1740 erstmals von den Aschanti erobert und seitdem von einem aschantischen Gouverneur regiert. Später wurde Gyaman als „Unterstützungsstaat“, d. h. als Provinz, in Groß-Asante eingegliedert.
Der Eroberung gingen zwei Kriege voraus, die zwischen den Erzfeinden Akim und Asante ausgefochten wurden, und welche von Seiten Akims das Ziel hatten, die Macht der immer mehr erstarkenden Aschanti-Union zu brechen. Eine antiaschantische Kriegerallianz aus Denkira sowie die Gegenden des späteren Sefwi und Akwapim hatten sich den Akimern auf diesen Feldzügen ebenfalls angeschlossen. Die beiden Kriege verliefen sehr blutig, einmal wurde sogar Kumasi erobert, aber schließlich gelang es den Aschanti, die ihnen feindlich gesinnte Allianz zu zerschlagen und den Sieg davonzutragen. Bei den im Gegenzug gestarteten Gegen-Feldzügen der Aschanti-Armee wurden jedoch auch die Nachbarstaaten ihrer bisherigen Feinde nicht verschont und so kamen Tekyeman, Banda-Gyaman und Gonja unter aschantischer Herrschaft. 1744–45 unterwarfen aschantische Streitkräfte sogar das nordöstlich von Gonja gelegene Dagomba.
Gyaman rebellierte offen gegen die aschantische Herrschaft 1752, 1764, 1799 und 1818. Man war jedoch nicht erfolgreich dabei, zumindest nicht dauerhaft. Erst nach der Niederlage der Aschanti gegen die Briten 1874 erlangte Banda oder Gyaman im Jahre 1875 seine volle Unabhängigkeit zurück.

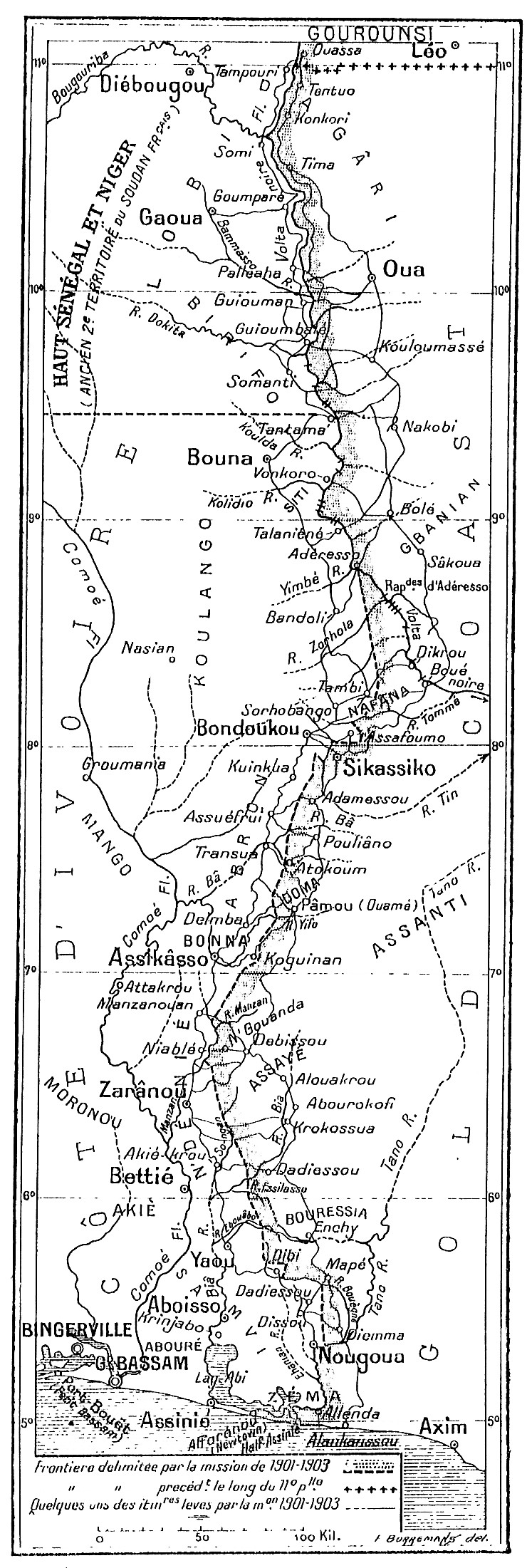

## Kolonialzeit
Die Briten verfolgten nach ihrem Sieg über Asante vor allem das Ziel, den Handel Gyamans von und zum oberen Niger unter ihre Kontrolle zu bringen. Zudem bedienten sie sich auch einiger antiaschantisch eingestellten Gyaman-Häuptlinge, zu denen in erster Linie der damalige Gyamanhene Agyeman gehörte, um die Autorität der aschantischen Regierung in Kumasi weiter aufzuweichen und zu untergraben. 
Das britische Wohlwollen nutzte Gyaman für eine starke territoriale Expansion seines Machtbereichs, eine Periode, die ungefähr bis 1886 anhielt. Wohlwissend, dass ihm seine anti-aschantische Haltung nicht verziehen werden würde, und vorausahnend, dass der neue Asantehene Prempeh I., welcher im März 1888 den Thron bestieg, die feste Absicht hegte, wieder die Kontrolle über die früheren Nordwestprovinzen zu erlangen, wandte sich Agyeman an die Briten mit der Bitte um einen Schutzvertrag. 
Bevor jedoch die britischen Unterhändler in Gyaman eintrafen, war der französische Afrikaforscher Marcel Treich-Laplène in Bondoukou erschienen. Er hatte zuvor bereits zahlreiche Schutzverträge mit lokalen Herrschern im Norden der heutigen Republik Elfenbeinküste geschlossen und so gelang es ihm, auch Gyamanhene Agyeman zu einem solchen zu überreden. Am 13. November 1888 wurde dann der Vertrag unterzeichnet und seitens des Capitaine Louis-Gustave Binger als Vertreter der französischen Regierung Anfang Januar 1889 ratifiziert. Gyaman war nun französisches Schutzgebiet.
Für Gyaman hatte dieser Vertrag jedoch keinen allzu großen Nutzen, denn als 1895 Samoris Truppen in das Land einfielen, war im gesamten Königreich Gyaman kein einziger französischer Militärposten vorhanden, der Samori eventuell Widerstand hätte entgegenbringen können. 
Die Besetzung Gyamans durch Samori alarmierte jedoch die Franzosen, die daraufhin mit massiver Militärgewalt anrückten und bis 1897 den westlichen Teils Gyamans zurückerobert hatten. Dies wiederum alarmierte die Briten, die daraufhin ihrerseits unter dem Vorwand einer gemeinsamen Bekämpfung von Samoris Mörderbanden, den östlichen Teil besetzten, um dadurch einem weiteren Vordringen der Franzosen in das Hinterland des britischen Machtbereiches vorzubeugen.
In einer britisch-französischen Grenzkommission 1902/03 einigten sich schließlich die beiden Kolonialmächte auf die Grenzziehung zwischen ihren beiden Interessengebiete von der Küste bis hinauf zum 11. Breitengrad, was auch im Wesentlichen die heutige Grenze zwischen Ghana und der Republik Elfenbeinküste darstellt. Gyaman ist seitdem in einen Ostteil und einen Westteil geteilt.